# Majsk (obwód brzeski)
Majsk (biał. Майск; ros. Майск) – osiedle na Białorusi, w obwodzie brzeskim, w rejonie iwacewickim, w sielsowiecie Lubiszczyce.